# باران زمانی
باران زمانی (زاده ۵ مرداد ۱۳۶۳، کرمانشاه) هنرپیشه سینما، تئاتر و تلویزیون است. وی دارای مدرک بازیگری از آموزشگاه استاد حمید سمندریان است. از یکی از مهمترین کار های او میتوان به بازی کردن در سریال معمای شاه در نقش شهناز پهلوی و در سریال پرستاران اشاره کرد. 

## تلویزیون
| سال  | نام سریال    | کارگردان          | توضیحات                                             |
| ---- | ------------ | ----------------- | --------------------------------------------------- |
| ۱۳۹٧ | راه و بیراه  | داوود بیدل        | در نقش پریناز در اپیزود شمال                        |
| ۱۳۹٧ | ایراندخت     | محمدرضا ورزی      | در نقش ایلکا                                        |
| ۱۳۹۶ | ستارخان      | محمدرضا ورزی      | در نقش ایلکا                                        |
| ۱۳۹۵ | پرستاران     | علیرضا افخمی      | نامزد بهترین سریال در برنامه سین مثل سریال          |
| ۱۳۹۴ | معمای شاه    | محمدرضا ورزی      | در نقش شهناز پهلوی                                  |
| ۱۳۹۲ | سرزمین مادری | کمال تبریزی       | در نقش دختر سرتیپ‌ ایادی بهایی و زن محمود رضا بهادری |
| ۱۳۸۶ | قاب‌های خالی  | مرتضی احمدی هرندی |                                                     |

## سینما
1. دل‌شکسته به کارگردانی علی روئین‌تن (۱۳۸۶)
2. شیرین به کارگردانی عباس کیارستمی (۱۳۸۷)
3. سایه به کارگردانی حسین قاسمی جامی
4. فاصله به کارگردانی کامران قدکچیان (۱۳۸۸)
5. فلامینگو شماره ۱۳ به کارگردانی حمید علیقلیان (۱۳۸۹)
6. بدون اجازه به کارگردانی مرتضی هرندی (۱۳۸۹)
7. غبار عشق به کارگردانی حسینعلی لیالستانی (۱۳۸۹)